# Philipp Floritz
Philipp Floritz (* 14. Dezember 1991 in Peißenberg) ist ein deutscher Tischtennis-Nationalspieler. Er nahm an der Europameisterschaft 2009 teil.

## Werdegang
Philipp Floritz, Sohn eines Skilehrers und einer Tischtennistrainerin, begann als Neunjähriger mit dem Tischtennissport. Nebenbei spielte er noch Fußball, gab dies aber mit 13 Jahren zugunsten des Tischtennis auf. Seine ersten Vereine waren TTC Birkland und TSV Schongau, ehe er sich dem SB DJK Rosenheim anschloss. 2007/08 spielte er mit dessen Herrenmannschaft in der Oberliga, 2008 wechselte er in die 2. Bundesliga zum TV 1879 Hilpoltstein, und gewann mit der Jungenmannschaft Bronze auf Europaebene. 2009 wurde er Deutscher Jugendmeister im Doppel, zudem erzielte er seinen ersten internationalen Erfolg, als er bei der Jugend-Europameisterschaft in Prag Zweiter im Einzel wurde (hinter dem Franzosen Quentin Robinot). Silber gewann er im Teamwettbewerb bei der Jugendweltmeisterschaft 2009 in Kolumbien.
Im gleichen Jahr wurde er für die Individualwettbewerbe der Europameisterschaft der Erwachsenen nominiert. Hier gewann er im Einzel gegen Garegin Mkrtchyan (Armenien) und unterlag danach Tomas Pavelka aus Tschechien. Das Doppel bestritt er mit dem Letten Matīss Burģis. Nach einem Erstrundensieg gegen Gordan Grozdanov/Vladimir Petkov (Bulgarien) verlor es gegen die Franzosen Christophe Legoût/Abdel-Kader Salifou.
2010 wechselte er in die 1. Bundesliga zum SV Plüderhausen. Am 23. November 2010 wurde er erstmals für ein Länderspiel nominiert. Gegen Belarus holte er im Doppel mit Zoltan Fejer-Konnerth den entscheidenden Punkt zum Mannschaftssieg. Sein zweites Länderspiel bestritt er am 4. Januar 2011 gegen Schweden. Erneut gewann er das entscheidende Doppel, diesmal an der Seite von Patrick Franziska. Mit Patrick Franziska erreichte er auch das Doppelendspiel bei den nationalen Deutschen Meisterschaften 2011. Zur Saison 2012/13 schloss er sich dem TTC RhönSprudel Fulda-Maberzell an. Seit der Saison 2013/14 spielte er beim TSV 1860 Ansbach in der Oberliga und Regionalliga, danach für TuS Celle 92 (3. Bundesliga Nord) und von 2018 bis 2022 bei Hertha BSC, mit der er 2020 in die 2. Bundesliga aufstieg. Zur Saison 2022/23 wechselte er zum Oldenburger TB in die 3. Bundesliga Nord.
Floritz brachte es auf sechs Länderspiele für Deutschland. Wegen fehlender Perspektiven startete er seit 2015 international für Bulgarien.

## Turnierergebnisse
| Verband | Veranstaltung                         | Jahr | Ort                 | Land | Einzel        | Doppel    | Mixed | Team |
| ------- | ------------------------------------- | ---- | ------------------- | ---- | ------------- | --------- | ----- | ---- |
| GER     | Jugend-Europameisterschaft (Junioren) | 2009 | Prag                | CZE  | Silber        |           |       |      |
| GER     | Pro Tour                              | 2013 | Zagreb              | CRO  | letzte 64     |           |       |      |
| GER     | Pro Tour                              | 2013 | Doha                | QAT  | letzte 64     |           |       |      |
| GER     | Pro Tour                              | 2012 | Bremen              | GER  | letzte 64     |           |       |      |
| GER     | Pro Tour                              | 2012 | Ekaterinburg        | RUS  | letzte 16     | letzte 16 |       |      |
| GER     | Pro Tour                              | 2012 | Olomouc             | CZE  | letzte 64     |           |       |      |
| GER     | Pro Tour                              | 2012 | Santiago de Chile   | CHI  | letzte 32     | letzte 16 |       |      |
| GER     | Pro Tour                              | 2012 | Almería             | ESP  | letzte 64     |           |       |      |
| GER     | Pro Tour                              | 2012 | Kuwait City         | KUW  | letzte 64     |           |       |      |
| GER     | Pro Tour                              | 2012 | Budapest            | HUN  | letzte 64     |           |       |      |
| GER     | Pro Tour                              | 2011 | Rio de Janeiro      | BRA  | letzte 16     | letzte 16 |       |      |
| GER     | Pro Tour                              | 2010 | Warschau            | POL  |               | letzte 16 |       |      |
| GER     | Pro Tour                              | 2010 | New Delhi           | IND  | letzte 32     | letzte 16 |       |      |
| GER     | Jugend-Weltmeisterschaft              | 2009 | Cartagena de Indias | COL  | letzte 16     |           |       | 2    |
| GER     | World Junior Circuit                  | 2009 | Platja d’Aro        | ESP  | Viertelfinale |           |       |      |
| GER     | World Junior Circuit                  | 2009 | Kairo               | EGY  | Halbfinale    |           |       |      |
| GER     | World Junior Circuit                  | 2009 | Tunis               | TUN  | Viertelfinale |           |       |      |
| GER     | World Junior Circuit                  | 2009 | Tata                | HUN  | Halbfinale    |           |       |      |